# Bonvillers
Bonvillers település Franciaországban, Oise megyében. Lakosainak száma 193 fő (2022. január 1.). Bonvillers Ansauvillers, Beauvoir, Campremy, Chepoix és Saint-André-Farivillers községekkel határos.

## Népesség
A település népességének változása:
| Lakosok száma | 228  | 215  | 210  | 204  | 202  | 198  | 196  | 195  | 193  |
|               | 2013 | 2015 | 2016 | 2017 | 2018 | 2019 | 2020 | 2021 | 2022 |